# Nevfidan Kadınefendi
Hacıye Pertevpiyale Nevfidan Kadın (4. ledna 1793 – 27. prosince 1855) byla konkubína osmanského sultána Mahmuda II.

## Život
Byla BaşKadin (první konkubínou) osmanského sultána Mahmuda II. poté, co jeho první dvě manželky zemřely. Jeho konkubínou byla již v době, kdy byl sultán ještě princem. 4. února 1809, šest měsíců po nástupu jeho otce na trůn, porodila dceru Fatmu Sultan, Mahmudovo první dítě. Stalo se tak po 19 letech, kdy princ zplodil potomka a pouze 6 měsíců po nástupu nového sultána, což způsobilo velký skandál, že tzv. zlatá klec není řádně kontrolována. Princezna však zemřela v srpnu téhož roku a skandál utichl.
Dne 17. června 1813 porodila prince Osmana a jeho dvojče, dceru Emine. Princ Osman zemřel 10. dubna 1814 a princezna Emine o dva měsíce později. Dne 7. ledna 1815 porodila další dceru Emine, ale ta zemřela 25. září 1816. Všechny její děti tak zemřely ve velmi nízkém věku. Až po smrti Zernigar Kadınefendi dostala na starost její dceru Adile Sultan.
Po smrti sultána Mahmuda II. požádala jeho nástupce Abdulmecida I., aby mohla vykonat svatou pouť. Po pouti se vrátila zpět do Istanbulu a přijala jméno Haciye. Udržela si stále vysoké postavení, i když neměla ani jedno z dětí naživu.
V roce 1845 provdala Adile Sultan za Mehmeda Ali Pašu, který sloužil v paláci jako poradce. Po svatbě odešla Adile žít do paláce Neşatabad, který se nacházel ve Fındıklı.
Sultán Abdulaziz, Abdulmecidův poloviční bratr a jeho dědic, nechal jednu z lodí pojmenovat Pertevpiyale na její počest.

## Smrt
Nevfidan zemřela 27. prosince 1855 v paláci Nafizpaşa a byla pohřbena v hrobce svého manžela Mahmuda II.

## Potomstvo
Nevfidan měla s Mahmudem jedno syna a čtyři dcery:
- Fatma Sultan (4. února – 5. srpna 1809), po 19 letech to bylo poprvé, co se princi narodilo dítě a byla tak porušena pravidla zlaté klece. Zemřela ve věku 6 měsíců na neštovice. Pohřbena je v mešitě Nuruosmaniye.
- Fatma Sultan II. (30. dubna 1810 – 7. května 1825), zemřela na neštovice ve věku 15 let a byla pohřbena v hrobce Nakşidil Sultan.
- Emine Sultan (12. června 1813 – červenec 1814), dvojče prince Osmana. Zemřela ve věku 1 roku na neštovice a byla pohřbena v hrobce Nurosmaniye.
- Şehzade Osman (12. června 1813 – 10. dubna 1814), dvojče Emine Sultan. Pohřbena byla v hrobce Nurosmaniye.
- Emine Sultan II. (7. ledna 1815 – 24. září 1816), zemřela během požáru paláce Beylerbeyi. Byla pohřbena na hřbitově Yahyi Efendiho.

Po smrti svých dětí se ujala výchovy dcer, které přišly o své matky. V roce 1830 po smrti Zernigar adoptovala:
- Adile Sultan (23. května 1826 – 12. února 1899), provdala se a měla syna a tři dcery